# Mulina
Mulina è una frazione del comune italiano di Stazzema, nella provincia di Lucca, in Toscana.
Vi risiedono circa 120 abitanti; di antica fondazione, il borgo è situato nella valle del Procinto delle Alpi Apuane.

## Storia
La frazione era uno dei punti di commercio di pirite, limonite e ferro sin dal XV secolo. Inizialmente il paese era costituito da tre borghi: il primo per numero di abitanti era Carbonaia (un tempo Campo Carbonaio), noto principalmente per la produzione di carbone di legna; altro borgo era Culerchio (o Calecchio), noto per il miccificio "Fratelli Pocai" aperto nell'anno 1799; e infine Calcaferro, dove negli anni della prima e seconda guerra mondiale vi si producevano polvere da sparo, armi e materiale in ferro.

## Monumenti e luoghi d'interesse

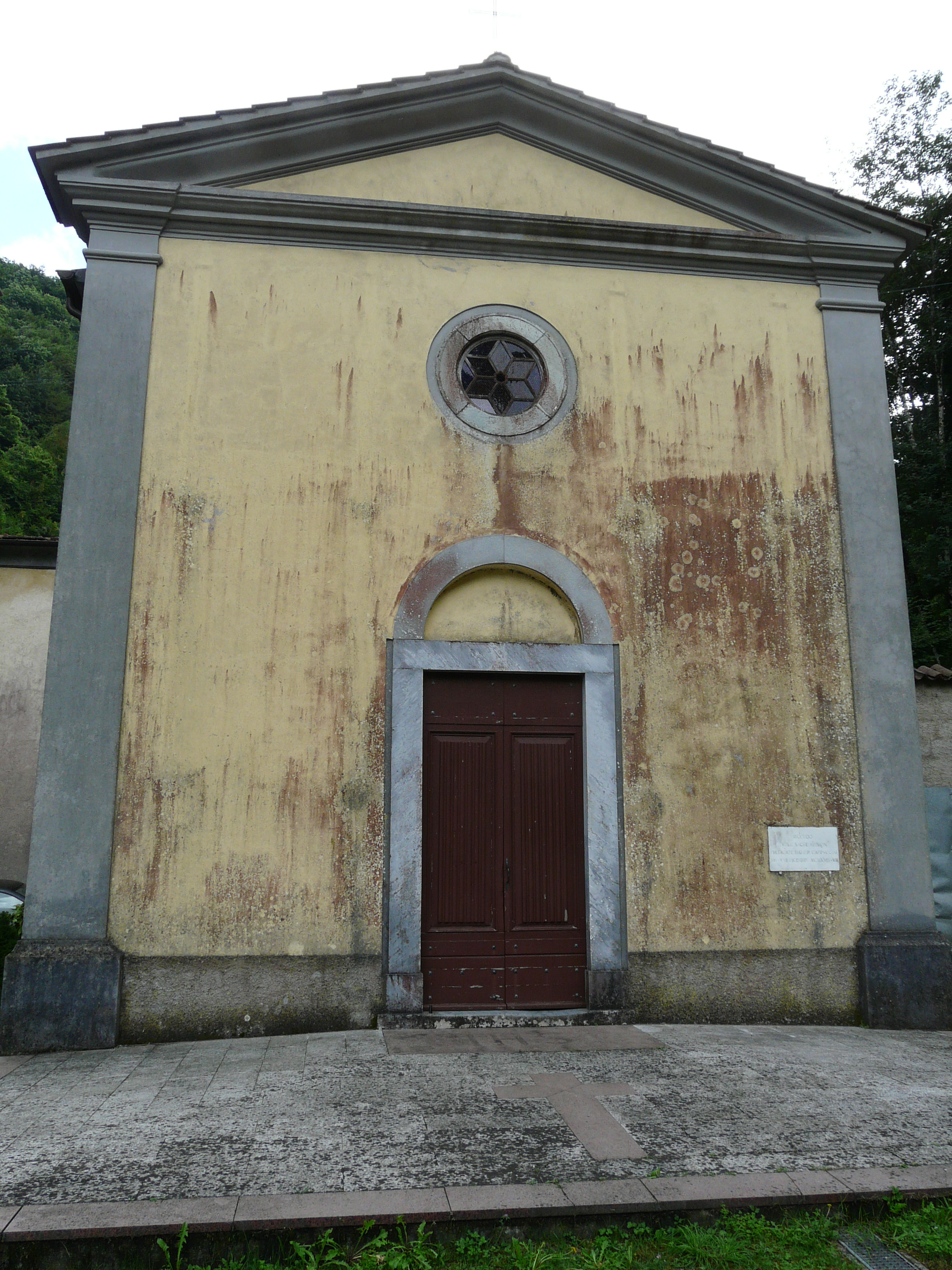
La facciata della chiesa parrocchiale

### Architetture religiose
La chiesa parrocchiale, dedicata a san Rocco e alla Madonna delle Mulina o delle Misericordie, fu costruita nell'XI secolo e ha una struttura a croce latina con il soffitto a capriata. La chiesa detiene il titolo di curazia.
Si trova al centro di una grande piazza a 310 metri d'altitudine. Adiacente all'abside venne costruita la canonica su due piani, mentre nel coro si trova l'incavo di una finestra, che fu murata per la costruzione della sacrestia. Nella cappella sinistra è custodita la statua di San Rocco in legno, scolpita da Roberto Cipriani agli inizi del XIX secolo, mentre nella cappella destra è custodita l'immagine della Madonna delle Misericordie, risalente all XVIII secolo.

## Società

### Tradizioni e folclore
Fino alla fine degli anni novanta del XX secolo, si svolgeva a Mulina la festa patronale di San Rocco, con il corteo in processione che trasportava la statua lignea del santo presso le tre marginette presenti in ogni borgo.